# Bishopston (pays de Galles)
Pour les articles homonymes, voir Bishopston.
Bishopston (en anglais) ou Llandeilo Ferwallt (en gallois) est un village et une communauté de la cité et comté de Swansea, au pays de Galles.

## Géographie
Bishopston est situé sur la péninsule de Gower, à 10 km au sud-ouest du centre-ville de Swansea.

## Démographie
Au recensement de 2011, la communauté de Bishopston comptait 3 251 habitants.